# Mangupe
Mangupe (em ucraniano:  Мангуп, em russo:  Мангуп, em tártaro da Crimeia:  Mangup), também conhecida como Fortaleza Mangupe (em turco: Mangup Kale; kale significa "fortaleza"), é uma fortaleza histórica na Crimeia, localizada em um planalto de cerca de 9 milhas a leste de Sevastopol. Nos tempos medievais era conhecida como Doros (em grego: Δόρος) ou Dory (Δόρυ) pelos bizantinos, e mais tarde recebeu o nome de Mangupe Quipechaque.

## História
De acordo com o historiador bizantino Procópio de Cesareia do século VI, a região de Doros foi estabelecida pelos ostrogodos que se recusaram a seguir Teodorico, o Grande (r. 474–526) em sua invasão da Itália nos anos 490, marcando o início dos godos da Crimeia e sua pátria, a Gótia. As escavações arqueológicas demonstraram o estabelecimento de basílicas cristãs, fortificações e assentamentos de cavernas durante o século VI. No final do século VII ou início do VIII, um novo bispado, a metrópole de Doros, foi estabelecido na região. A Gótia da Crimeia foi conquistada pelos cazares no início do século VIII e foi o centro de uma rebelião gótica sem êxito contra os cazares liderada pelo bispo João de Gótia.
Como resultado da conquista pelos cazares, o nome Doros desapareceu após o século IX e foi substituído por Mangupe por volta de 960, embora o nome medieval tenha sobrevivido em uma forma corrompida no nome do Principado de Teodoro, que existiu na área no final da Idade Média. Em meados do século X, os godos da Crimeia eram vassalos dos cazares, antes de cair sob a influência de poderes concorrentes: a Rússia de Quieve e a confederação tribal dos quipechaques. A cidade foi gravemente danificada por um terremoto no século XI, mas conseguiu manter autonomia durante a conquista mongol da Crimeia, apesar de ser obrigada a prestar homenagem ao grão-cã.
Em ca. 1223, as cidades de Gótia passaram a ser tributadas pelo Império de Trebizonda e, entre o final do século XIII e o início do século XIV, Mangupe tornou-se o centro do Principado de Teodoro, cuja elite dominante manteve tradições bizantinas e o uso da língua grega. A dinastia reinante, proveniente da área de Trebizonda, era chamada Gabras (em grego) ou Chowra (em turco). No final do século XIV, um ramo da dinastia emigrou para Moscou, onde estabeleceu o Mosteiro Simonov. Os covrinos, como eles vieram a ser conhecidos, eram tesoureiros hereditários do Grão-Principado de Moscou. No século XVI, mudaram seu nome para Golovin.
Entre 1395 e 1404, Teodoro estava sob o controle de Tamerlão, mas seu príncipe, Aleixo, conseguiu recuperar sua independência após a morte de Timur e seus sucessores mantiveram-na até a conquista otomana em 1475. Em 1475, Estêvão III da Moldávia enviou seu cunhado, Alexandre Gabras, para Mangupe com o objetivo de substituir um governante local da família Gabras, que era irmão de Alexandre e vassalo dos otomanos. Em maio do mesmo ano, o comandante otomano Gedique Amade Paxá conquistou Teodósia e no final do ano, depois de cinco meses de ataques contra Mangupe, a cidade caiu. Enquanto grande parte do resto da Crimeia permaneceu como parte do Canato da Crimeia, agora um vassalo otomano, antigas terras de Teodoro e da Crimeia do Sul foram administradas diretamente pela Sublime Porta.
O inexorável declínio da cidade continuou. Em 1774 a fortaleza foi abandonada pela guarnição turca. Os últimos habitantes, uma pequena comunidade de caraítas da Crimeia, abandonaram o local na década de 1790.